# Grande moschea di Giava Centrale
La Grande moschea di Giava Centrale (in indonesiano Masjid Agung Jawa Tengah) è una moschea situata nella città di Semarang, Giava Centrale.

## Aspetto
Il complesso della moschea copre un'area di dieci ettari ed è costituito da tre edifici centrali disposti a forma di U, con la cupola al centro. Tutti gli edifici hanno tetti spioventi in tegole e la moschea centrale ha quattro miniareti. Il tetto centrale ricorda quello di un joglo, abitazione giavanese tradizionale, e simboleggia il cammino ascendente verso il cielo. I due edifici allungati che formano i bracci della U ospitano un auditorium da 2 000 posti e una biblioteca.
Nel cortile centrale sono presenti sei grandi ombrelloni azionati idraulicamente, ispirati a quelli di Al-Masjid al-Nabawi a Medina, che sono usati per proteggere i fedeli e rappresentano i sei principi dell'iman. L'area di preghiera si estende per 7 699 m² e può accogliere 15 000 fedeli. In corrispondenza dell'estremità aperta della U si trova una serie di archi in stile arabo con 25 pilastri che rappresentano i profeti dell'islam e riportano i 99 nomi di Dio nel Corano in arabo. Oltre gli archi si trova un'iscrizione alta 3,2 m, realizzata con 7,8 tonnellate di pietra del Monte Merapi, realizzata da Nyoman M. Alim.
Nelle vicinanze si trova la torre Asmaul Husna, alta 99 m e che ricorda il miniareto della moschea Menara Kudus. L'altezza simbolica si riferisce ai 99 nomi di Dio nel Corano. Usata per richiamare i fedeli alla preghiera, la torre ospita anche una stazione radio dakwah e un museo alla base, e un ristorante e un punto di osservazione panoramico nella sua sommità. I piani superiori sono accessibili tramite un ascensore.

## Storia
I preliminari per la costruzione iniziarono il 6 giugno 2001, quando il governatore di Giava Centrale formò una squadra per coordinare i lavori, coinvolgendo entità statali come l'amministrazione provinciale e cittadina e organismi privati, come l'Indonesian Ulema Council (MUI). Delle terre waqf nella portata della moschea Kauman di Semarang, solo il sito di Jl. Gajah era ritenuto sufficientemente ampio. Nel settembre 2001 venne pubblicata una proposta di cronoprogramma per i lavori. I finanziamenti provennero dall'amministrazione provinciale.
I lavori di costruzione iniziarono il 6 settembre 2002, quando il ministro alla religione Said Agil Husin al-Munawar, il capo del MUI Sahal Mahfudz e il governatore di Giava Centrale Mardiyanto posarono la prima pietra. Mentre la moschea era in costruzione, Chabib Thoha guidò la Jumu'ah il 19 marzo 2004. La moschea venne inaugurata il 14 novembre 2006 dal presidente Susilo Bambang Yudhoyono e da sua moglie Kristiani Herawati.
Nell'ottobre 2008 è stato aperto un ristorante rotante nel diciottesimo piano della torre Asmaul Husna Tower; all'epoca era il più alto dell'Indonesia e poteva ospitare venti commensali. La moschea è anche un'attrazione turistica e ci sono linee di autobus e tram che collegano l'area.